# أبولو 7

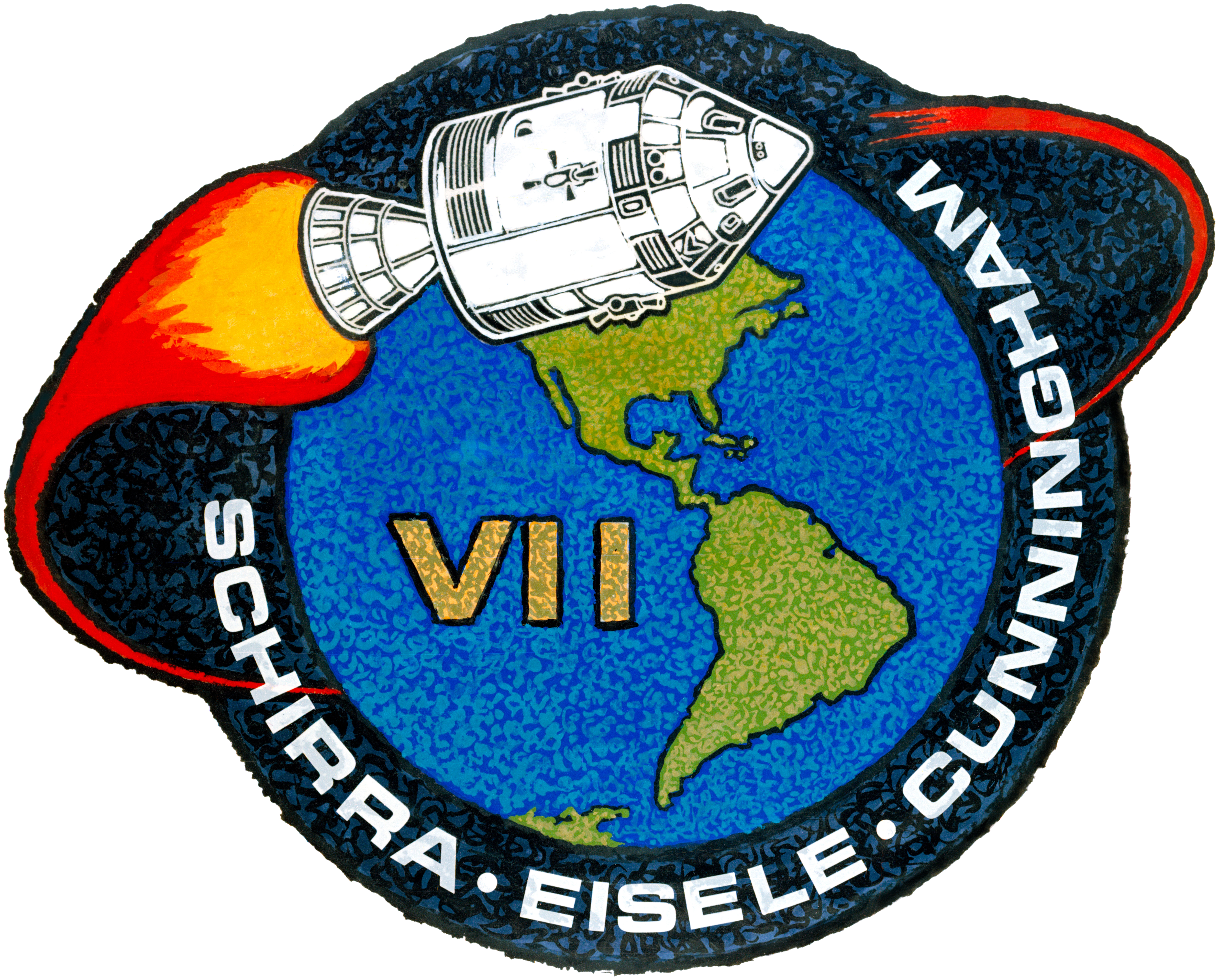
شعار المهمة

أرسلت الولايات المتحدة المهمة الفضائية المأهولة أبولو 7 في أكتوبر عام 1968. كانت المهمة الأولى ضمن برنامج الولايات المتحدة أبولو التي تحمل طاقمًا إلى الفضاء. كانت أيضًا مركبة الولايات المتحدة الفضائية الأولى التي تحمل رواد فضاء منذ رحلة جمناي 12 في نوفمبر عام 1966. هدفت المهمة إيه إس-204 والمعروفة أيضًا باسم «أبولو 1» إلى أن تكون الرحلة المأهولة الأولى في برنامج أبولو الفضائي. كان من المقرر أن تُطلق في فبراير عام 1967، ولكن قُتل الطاقم بسبب حريق في المقصورة خلال اختبار في يناير عام 1967.عُلِّقت بعد ذلك الرحلات المأهولة لمدة 21 شهرًا، بينما جرى التحقيق في سبب الحادث وأُدخلت التحسينات إلى المركبة الفضائية وإلى إجراءات السلامة، وأُجريت رحلات تجريبية غير مأهولة لصاروخ ساتورن 5 ولوحدة أبولو القمرية (مركبة الهبوط على القمر). أنجزت أبولو 7 الاختبار الخاص بمهمة أبولو 1 فيما يتعلق بمركبة القيادة ووحدة الخدمة في مدار أرضي منخفض.
ترأس والي شيرا طاقم أبولو، وتكون الطاقم أيضًا من الطيار الأول والملّاح دون إف آيزيل، والطيار ومهندس الأنظمة والتر كانينغهام. جرى تنسيق ألقاب فريق الطاقم الرسمية بشكل ينسجم مع تلك المُستخدمة لمهام الهبوط القمري المأهول: كان آيزيل طيّار وحدة القيادة، وكان كانينغهام طيار الوحدة القمرية. كان اسم مهمتهم أبولو سي، وهي عبارة عن رحلة اختبار في مدار أرضي مدتها 11 يوم للتحقق من مركبة القيادة ووحدة الخدمة بلوك 2 المُعادة التصميم مع طاقم على متنها. كانت المرة الأولى التي تنقل فيها مركبة الإطلاق ساتورن آي بي طاقمًا إلى الفضاء. كانت أبولو 7 المهمة الفضائية الأمريكية الأولى المكونة من ثلاثة أشخاص، والمهمة الأولى التي تضمنت بثًا مباشرًا على التلفاز من المركبة الفضائية. أُطلقت في 11 أكتوبر عام 1968 من ما كان معروفًا وقتها بقاعدة كيب كانافيرال للقوات الجوية في فلوريدا. نجحت المهمة تقنيًا بصورة كاملة على الرغم من التوتر بين الطاقم والمتحكمين الأرضيين، وهذا ما أعطى ناسا الثقة لإرسال أبولو 8 في مدار حول القمر بعد ذلك بشهرين. كانت هذه الرحلة الأخيرة للثلاثة أشخاص المكونين للطاقم، والرحلة الوحيدة لكل من آيزيل و كانينغهام، هبطت المركبة الفضائية في المحيط الأطلسي في 22 أكتوبر عام 1968. كانت آخر رحلة مأهولة تُطلق من مجمع الإطلاق 34، بالإضافة لكونها آخر إطلاق من المجمع.

## خلفية
سُمّي كل من شيرا، وآيزيل، و كانينغهام طاقمًا لأبولو لأول مرة في 29 سبتمبر عام 1966. كان سيتوجب عليهم إجراء اختبار مداري أرضي ثاني لمركبة القيادة ووحدة الخدمة الأصلية بلوك 1 (غير مصممة للالتحام مع الوحدة القمرية الخاصة بالرحلة القمرية) بعد الرحلة المأهولة الأولى أبولو 1، التي كان طاقمها مكونًا من غوس غريسوم، وإدوارد هيغنز وايت، وروجر بي.شافي. في ديسمبر عام 1966، اعتُبرت المهمة الثانية زائدة وجرى إلغاؤها، وجرى إعادة تعيين طاقم شيرا بمثابة الطاقم الاحتياطي لطاقم غريسوم.
توقفت خطط رحلات أبولو المأهولة الأولى تمامًا في 27 يناير عام 1967 بسبب حريق في المقصورة أدى إلى مقتل غريسوم، ووايت، وشافي. سُمِّي كل من شيرا، وآيزيل، وكانينغهام في وقتٍ لاحق الطاقم الرئيسي للرحلة المأهولة الأولى، والتي كانت ستستخدم المركبة الفضائية بلوك 2 المصممة من أجل المهمات القمرية. جرى إعادة تصميم وحدة القيادة (سي إم) وبدلات رواد الفضاء بشكل شامل من أجل تقليل وإلغاء فرصة تكرار الحادث الذي قتل الطاقم الأول. وهكذا أصبح شيرا رائد الفضاء الوحيد الذي حلّق في مهمات ميركوري، وجمناي، وأبولو. وكان طاقمه سيقوم باختبار أنظمة دعم الحياة، والدفع، والتوجيه، والتحكم خلال هذه الرحلة «ذات النهاية المفتوحة» (أي أنها ستُمدد عند اجتيازها لكل اختبار). حُددت مدة المهمة ب 11 يوم، وهي مُخفضة من المدة الأصلية الخاصة بمهمة أبولو1 التي بلغت 14 يوم. أُطلقت أبولو 7 بواسطة صاروخ ساتورن آي بي عوضًا عن ساتورن 5 الأكبر والأقوى، وذلك لأنها حلقت في مدار أرضي منخفض ولم تكن تتضمن الوحدة القمرية (إل إم).

## الطاقم

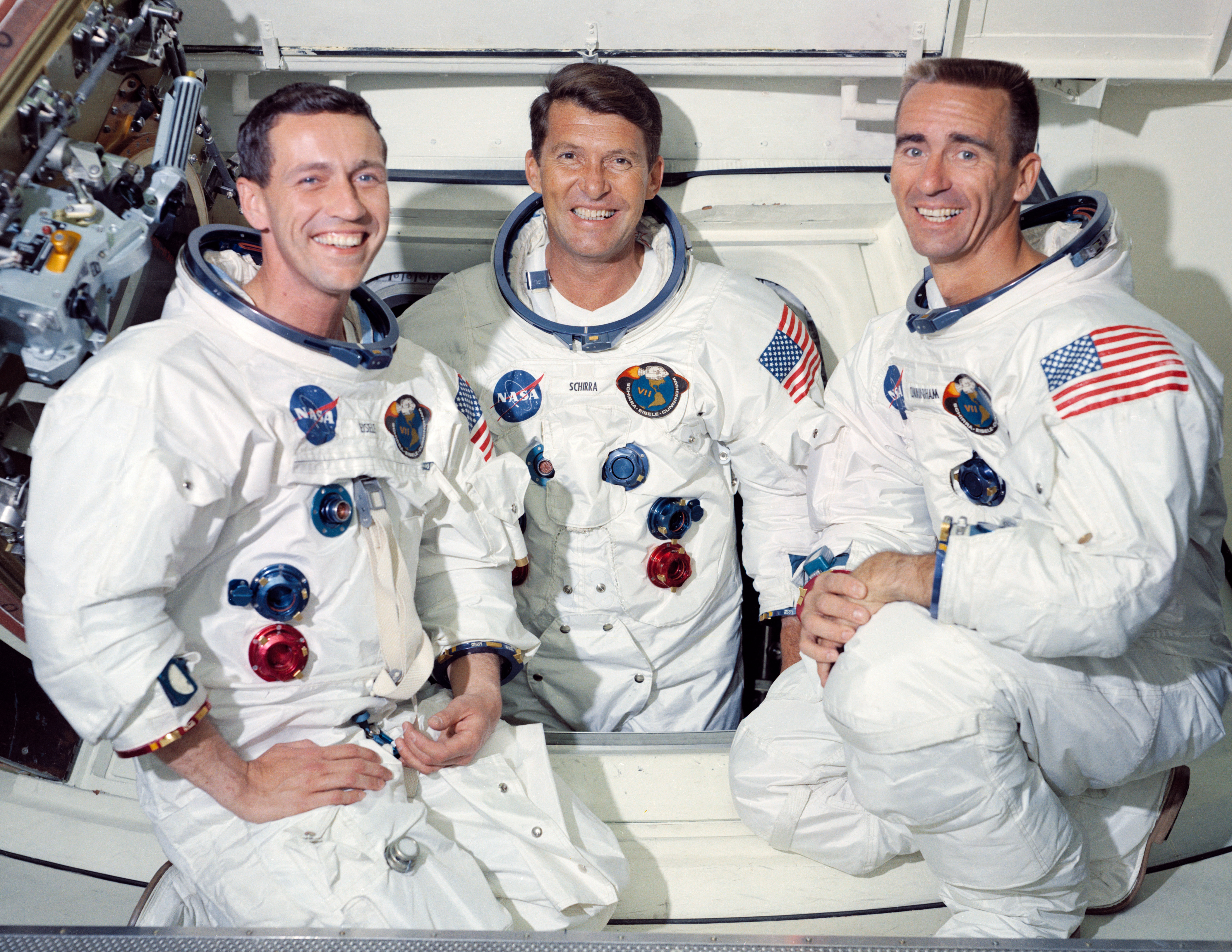
من اليمين لليسار: كونينغهام - شيرا - إيزيل

### الطاقم الأساسي
- القائد: والتر شيرا - جولته الفضائية الثالثة
- قبطان وحدة القيادة: دون إيزيل - جولته الفضائية الأولى
- قبطان المركبة القمرية: والتر كونينغهام - جولته الفضائية الأولى

كان الطاقم هو الطاقم الاحتياطي الثاني لأبولو 1.

### الطاقم الاحتياطي
- القائد: توماس ستافورد
- قبطان وحدة القيادة: جون يونغ
- قبطان المركبة القمرية: يوجين سيرنان اختير الطاقم لاحقاً لقيادة أبولو 10.

## الرحلة

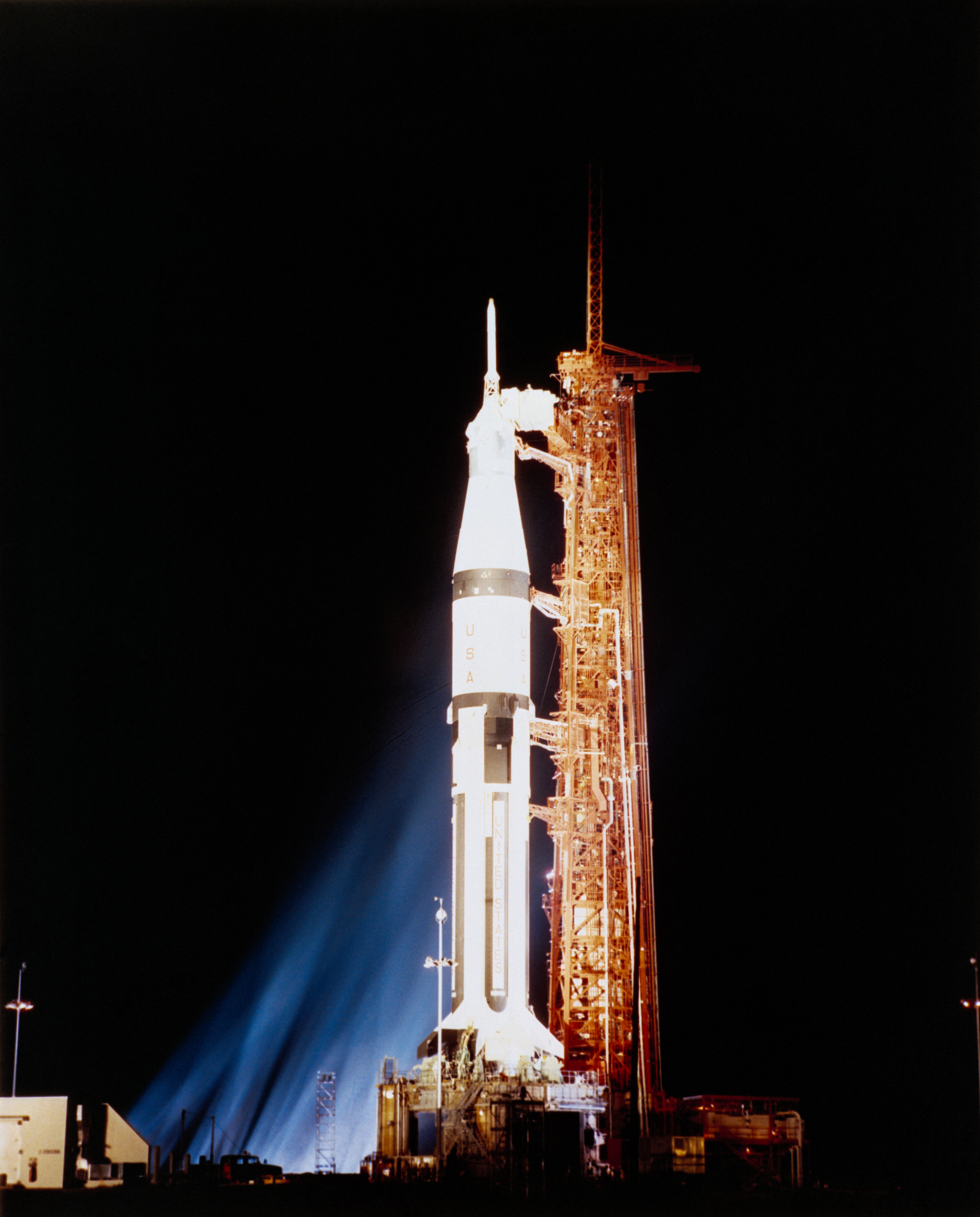
منظر ليلي لمجمع الإطلاق 34 في مركز كينيدي للفضاء، يظهر فيه كومة أبولو 7 (المركبة الفضائية 101/ساتورن 205) على المنصة.

كانت رحلة أبولو 7 رحلة تجريبية ولبناء الثقة في الرحلات القادمة، فبعد حادثة احتراق وحدة القيادة في أبولو 1 استلزم الأمر إعادة تصميم للوحدات الفضائية لتجنب مثل هذه الحوادث. كانت هذه الرحلة التجريبية في مدار الأرض المنخفض بقيادة والتر شيرا وهو الرائد الوحيد الذي شارك في البرامج أبولو[ ؟ ] وميركوري وجيمني. واستخدمت مركبة الإطلاق ساتورن 1ب بدلاً من المركبة ساتورن 5 الأكثر قوة نظراً لعدم إشراك المركبة القمرية بالرحلة التجريبية. أراد شيرا إعطاء هذه الرحلة رمز النداء "فينيكس"، وهو طائر الفينيق الأسطوري الذي يعود للحياة من رماده بعد احتراقه، كذكرى لرواد فضاء أبولو 1، ولكن جاء هذا الاقتراح بالرفض من قبل إدارة ناسا.
في صورة نادرة للطاقم أبولو 7 يرتدون بذلات A1C المستخدمة في بلوك 1 المركبة الفضائية. (شيرا، إيزيل كننغهام وكانت من قبل طاقم احتياطية لالمشؤومة رحلة أبولو 1).
عملت أجهزة أبولو وجميع عمليات البعثة دون أي مشاكل كبيرة، كما قام نظام الدفع (SPS) وجميع المحركات الهامة -التي من شأنها أن تضع المركبة داخل وخارج مدار القمر- بالعمل دون أي مشاكل تذكر.
على الرغم من كون كابينة القيادة في أبولو أكبر حجماً وأكثر راحة من تلك المستخدمة في برنامج جيمني، إلا أحد عشر يوماً في الفضاء كان له أثره على رواد الفضاء. بدأ التوتر لدى القائد شيرا مع قرار الإطلاق عندما قرر مديرو الرحلة إطلاق المركبة مع خيارات هروب في مرحلة الصعود المبكر أقل من العدد المثالي. ولمرة واحدة في المدار، سببت المقصورة الفسيحة لأبولو داء الحركة لبعض أفراد الطاقم، والتي لم تحدث لأي من الرواد في المركبات الأصغر حجماً. كما عانى الطاقم أيضا من سوء المواد الغذائية. لكن أسوأ مشكلة وقعت عندما أصيب شيرا بزكام حاد، وأصبح ونتيجة لذلك سريع الانفعال مع الطلبات المقدمة من بعثة مراقبة الأرضية، وبدأ الرواد الثلاثة بالتحدث مع المراقبة الأرضية دون الأخذ باعتبارات التسلسل القيادي.
و أدى ذلك إلى تجاهل ناسا استخدام الطاقم لرحلات فضائية قادمة. رغم المشاكل التي حصلت إلا أن المهمة نجحت من حيث إثبات قدرة مركبة أبولو في القيام بالرحلات الفضائية بشكل آمن، مما حذى ناسا إطلاق أبولو 8 بعد هذه الرحلة بشهرين فقط.